# Thomas M. Bowen
Thomas M. Bowen, född 26 oktober 1835 i Des Moines County, Michiganterritoriet, död 30 december 1906 i Pueblo, Colorado, var en amerikansk republikansk politiker och jurist. Han representerade delstaten Colorado i USA:s senat 1883-1889.
Bowen föddes i den del av Michiganterritoriet som 1836 blev en del av Wisconsinterritoriet och 1838 skildes åt till Iowaterritoriet. Han studerade juridik och inledde 1853 sin karriär som advokat i delstaten Iowa. Han flyttade 1858 till Kansasterritoriet.
Bowen deltog i amerikanska inbördeskriget i nordstatsarmén. Han flyttade efter kriget till Arkansas. Han deltog i Arkansas konstitutionskonvent år 1866 och tjänstgjorde som domare i Arkansas högsta domstol 1867-1871.
År 1871 var Bowen guvernör i Idahoterritoriet i en vecka. Han avgick och återvände till Arkansas. Han flyttade 1875 till Coloradoterritoriet. Colorado blev 1876 USA:s 38:e delstat. Bowen tjänstgjorde sedan som domare i den nya delstaten fram till 1880.
Bowen efterträdde 1883 Horace Tabor som senator för Colorado. Han efterträddes sex år senare av Edward O. Wolcott. Han avled 1906 och gravsattes på Roselawn Cemetery i Pueblo.